# 국경에 따른 나라 목록

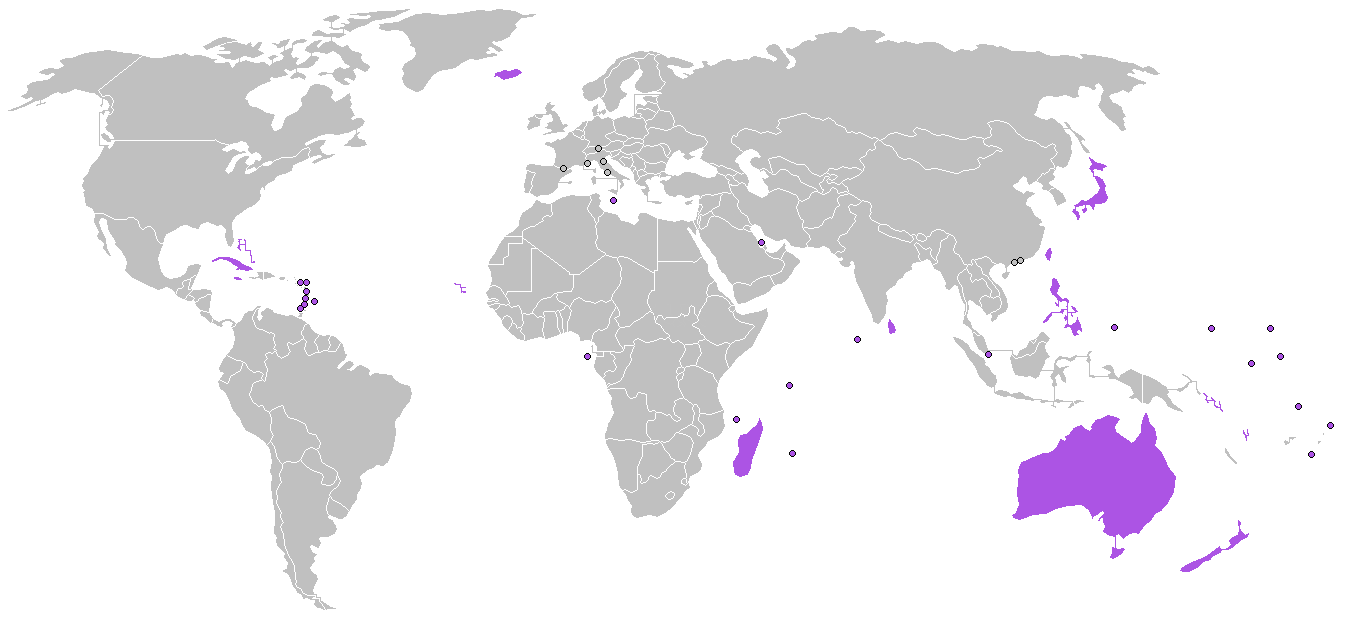
국경이 없는 나라

다음 표는 접하는 나라 수가 많은 순서대로 배치한 표이다.

## 목록
| 순위 | 국가                               | 접하는 나라 수 | 접하는 나라 | 소속 대륙        |
| ---- | ---------------------------------- | -------------- | --- | ---------------- |
| 1    | 러시아                             | 14             | 노르웨이, 라트비아, 리투아니아, 몽골, 벨라루스, 아제르바이잔, 에스토니아, 우크라이나, 조선민주주의인민공화국, 조지아, 중화인민공화국, 카자흐스탄, 폴란드, 핀란드 | 아시아, 유럽     |
| 1    | 중화인민공화국                     | 14             | 네팔, 라오스, 러시아, 몽골, 미얀마, 베트남, 부탄, 아프가니스탄, 인도, 조선민주주의인민공화국, 카자흐스탄, 키르기스스탄, 타지키스탄, 파키스탄                     | 아시아           |
| 3    | 브라질                             | 10             | 가이아나, 베네수엘라, 볼리비아, 수리남, 아르헨티나, 우루과이, 콜롬비아, 파라과이, 페루, 프랑스령 기아나                                                          | 아메리카         |
| 4    | 독일                               | 9              | 네덜란드, 덴마크, 룩셈부르크, 벨기에, 스위스, 오스트리아, 체코, 폴란드, 프랑스                                                                                   | 유럽             |
| 4    | 콩고 민주 공화국                   | 9              | 남수단, 르완다, 부룬디, 앙골라, 우간다, 잠비아, 중앙아프리카 공화국, 콩고 공화국, 탄자니아                                                                       | 아프리카         |
| 4    | 프랑스                             | 9              | 독일, 룩셈부르크, 모나코, 벨기에, 스위스, 스페인, 안도라, 영국, 이탈리아                                                                                         | 유럽             |
| 7    | 사우디아라비아                     | 8              | 바레인, 아랍에미리트, 예멘, 오만, 요르단, 이라크, 카타르, 쿠웨이트                                                                                               | 아시아           |
| 7    | 세르비아                           | 8              | 루마니아, 북마케도니아, 몬테네그로, 보스니아 헤르체고비나, 불가리아, 코소보, 크로아티아, 헝가리                                                                  | 유럽             |
| 7    | 오스트리아                         | 8              | 독일, 리히텐슈타인, 스위스, 슬로바키아, 슬로베니아, 이탈리아, 체코, 헝가리                                                                                       | 유럽             |
| 7    | 잠비아                             | 8              | 나미비아, 말라위, 모잠비크, 보츠와나, 앙골라, 짐바브웨, 콩고 민주 공화국, 탄자니아                                                                               | 아프리카         |
| 7    | 탄자니아                           | 8              | 르완다, 말라위, 모잠비크, 부룬디, 우간다, 잠비아, 케냐, 콩고 민주 공화국                                                                                         | 아프리카         |
| 12   | 니제르                             | 7              | 나이지리아, 리비아, 말리, 베냉, 부르키나파소, 알제리, 차드 | 아프리카         |
| 12   | 말리                               | 7              | 기니, 니제르, 모리타니, 부르키나파소, 세네갈, 알제리, 코트디부아르                                                                                               | 아프리카         |
| 12   | 수단                               | 7              | 남수단, 리비아, 에리트레아, 에티오피아, 이집트, 중앙아프리카 공화국, 차드                                                                                        | 아프리카         |
| 12   | 알제리                             | 7              | 니제르, 리비아, 말리, 모로코, 모리타니, 서사하라, 튀니지 | 아프리카         |
| 12   | 우크라이나                         | 7              | 러시아, 루마니아, 몰도바, 벨라루스, 슬로바키아, 폴란드, 헝가리                                                                                                   | 유럽             |
| 12   | 이란                               | 7              | 아르메니아, 아제르바이잔, 아프가니스탄, 이라크, 튀르키예, 투르크메니스탄, 파키스탄                                                                               | 아시아           |
| 12   | 인도                               | 7              | 네팔, 미얀마, 방글라데시, 부탄, 스리랑카, 중화인민공화국, 파키스탄                                                                                               | 아시아           |
| 12   | 튀르키예                           | 7              | 그리스, 불가리아, 시리아, 아르메니아, 이라크, 이란, 조지아 | 아시아, 유럽     |
| 12   | 폴란드                             | 7              | 독일, 러시아, 리투아니아, 벨라루스, 슬로바키아, 우크라이나, 체코                                                                                                 | 유럽             |
| 12   | 헝가리                             | 7              | 루마니아, 세르비아, 슬로바키아, 슬로베니아, 오스트리아, 우크라이나, 크로아티아                                                                                   | 유럽             |
| 22   | 기니                               | 6              | 기니비사우, 라이베리아, 말리, 세네갈, 시에라리온, 코트디부아르                                                                                                   | 아프리카         |
| 22   | 남수단                             | 6              | 수단, 에티오피아, 우간다, 중앙아프리카 공화국, 케냐, 콩고 민주 공화국                                                                                            | 아프리카         |
| 22   | 남아프리카 공화국                  | 6              | 나미비아, 레소토, 모잠비크, 보츠와나, 에스와티니, 짐바브웨 | 아프리카         |
| 22   | 리비아                             | 6              | 니제르, 수단, 알제리, 이집트, 차드, 튀니지 | 아프리카         |
| 22   | 모잠비크                           | 6              | 남아프리카 공화국, 말라위, 에스와티니, 잠비아, 짐바브웨, 탄자니아                                                                                                | 아프리카         |
| 22   | 부르키나파소                       | 6              | 가나, 니제르, 말리, 베냉, 코트디부아르, 토고 | 아프리카         |
| 22   | 아프가니스탄                       | 6              | 우즈베키스탄, 이란, 중화인민공화국, 타지키스탄, 투르크메니스탄, 파키스탄                                                                                         | 아시아           |
| 22   | 에티오피아                         | 6              | 남수단, 소말리아, 수단, 에리트레아, 지부티, 케냐 | 아프리카         |
| 22   | 이라크                             | 6              | 사우디아라비아, 시리아, 요르단, 이란, 쿠웨이트, 튀르키예 | 아시아           |
| 22   | 이탈리아                           | 6              | 바티칸 시국, 산마리노, 스위스, 슬로베니아, 오스트리아, 프랑스 | 유럽             |
| 22   | 중앙아프리카 공화국                | 6              | 남수단, 수단, 차드, 카메룬, 콩고 공화국, 콩고 민주 공화국 | 아프리카         |
| 22   | 차드                               | 6              | 나이지리아, 니제르, 리비아, 수단, 중앙아프리카 공화국, 카메룬 | 아프리카         |
| 22   | 카메룬                             | 6              | 가봉, 나이지리아, 적도 기니, 중앙아프리카 공화국, 차드, 콩고 공화국                                                                                              | 아프리카         |
| 35   | 라오스                             | 5              | 미얀마, 베트남, 중화인민공화국, 캄보디아, 태국 | 아시아           |
| 35   | 루마니아                           | 5              | 몰도바, 불가리아, 세르비아, 우크라이나, 헝가리 | 유럽             |
| 35   | 북마케도니아                       | 5              | 그리스, 불가리아, 세르비아, 알바니아, 코소보 | 유럽             |
| 35   | 몬테네그로                         | 5              | 보스니아 헤르체고비나, 세르비아, 알바니아, 코소보, 크로아티아 | 유럽             |
| 35   | 미얀마                             | 5              | 라오스, 방글라데시, 인도, 중화인민공화국, 태국 | 아시아           |
| 35   | 벨라루스                           | 5              | 라트비아, 러시아, 리투아니아, 우크라이나, 폴란드 | 유럽             |
| 35   | 볼리비아                           | 5              | 브라질. 아르헨티나, 칠레, 파라과이, 페루 | 아메리카         |
| 35   | 불가리아                           | 5              | 그리스, 루마니아, 북마케도니아, 세르비아, 튀르키예 | 유럽             |
| 35   | 세네갈                             | 5              | 감비아, 기니, 기니비사우, 말리, 모리타니 | 아프리카         |
| 35   | 스위스                             | 5              | 독일, 리히텐슈타인, 오스트리아, 이탈리아, 프랑스 | 유럽             |
| 35   | 스페인                             | 5              | 모로코, 안도라, 지브롤터, 포르투갈, 프랑스 | 유럽             |
| 35   | 슬로바키아                         | 5              | 오스트리아, 우크라이나, 체코, 폴란드, 헝가리 | 유럽             |
| 35   | 시리아                             | 5              | 레바논, 요르단, 이라크, 이스라엘, 튀르키예 | 아시아           |
| 35   | 아르헨티나                         | 5              | 볼리비아, 브라질, 우루과이, 칠레, 파라과이 | 아메리카         |
| 35   | 요르단                             | 5              | 사우디아라비아, 시리아, 이라크, 이스라엘, 팔레스타인 | 아시아           |
| 35   | 우간다                             | 5              | 남수단, 르완다, 케냐, 콩고 민주 공화국, 탄자니아 | 아프리카         |
| 35   | 우즈베키스탄                       | 5              | 아프가니스탄, 카자흐스탄, 키르기스스탄, 타지키스탄, 투르크메니스탄                                                                                               | 아시아           |
| 35   | 이스라엘                           | 5              | 레바논, 시리아, 요르단, 이집트, 팔레스타인 | 아시아           |
| 35   | 카자흐스탄                         | 5              | 러시아, 우즈베키스탄, 중화인민공화국, 키르기스스탄, 투르크메니스탄                                                                                               | 아시아           |
| 35   | 케냐                               | 5              | 남수단, 소말리아, 에티오피아, 우간다, 탄자니아 | 아프리카         |
| 35   | 코트디부아르                       | 5              | 가나, 기니, 라이베리아, 말리, 부르키나파소 | 아프리카         |
| 35   | 콩고 공화국                        | 5              | 가봉, 앙골라, 중앙아프리카 공화국, 카메룬, 콩고 민주 공화국 | 아프리카         |
| 35   | 콜롬비아                           | 5              | 베네수엘라, 브라질, 에콰도르, 파나마, 페루 | 아메리카         |
| 35   | 크로아티아                         | 5              | 몬테네그로, 보스니아 헤르체고비나, 세르비아, 슬로베니아, 헝가리                                                                                                  | 유럽             |
| 35   | 페루                               | 5              | 볼리비아, 브라질, 에콰도르, 칠레, 콜롬비아 | 아메리카         |
| 60   | 과테말라                           | 4              | 멕시코, 벨리즈, 엘살바도르, 온두라스 | 아메리카         |
| 60   | 그리스                             | 4              | 북마케도니아, 불가리아, 알바니아, 튀르키예 | 유럽             |
| 60   | 나이지리아                         | 4              | 니제르, 베냉, 차드, 카메룬 | 아프리카         |
| 60   | 라트비아                           | 4              | 러시아, 리투아니아, 벨라루스, 에스토니아 | 유럽             |
| 60   | 르완다                             | 4              | 부룬디, 우간다, 콩고 민주 공화국, 탄자니아 | 아프리카         |
| 60   | 리투아니아                         | 4              | 라트비아, 러시아, 벨라루스, 폴란드 | 유럽             |
| 60   | 말레이시아                         | 4              | 브루나이, 싱가포르, 인도네시아, 태국 | 아시아           |
| 60   | 모리타니                           | 4              | 말리, 서사하라, 세네갈, 알제리 | 아프리카         |
| 60   | 베냉                               | 4              | 나이지리아, 니제르, 부르키나파소, 토고 | 아프리카         |
| 60   | 벨기에                             | 4              | 네덜란드, 독일, 룩셈부르크, 프랑스 | 유럽             |
| 60   | 보츠와나                           | 4              | 나미비아, 남아프리카 공화국, 잠비아, 짐바브웨 | 아프리카         |
| 60   | 슬로베니아                         | 4              | 오스트리아, 이탈리아, 크로아티아, 헝가리 | 유럽             |
| 60   | 아르메니아                         | 4              | 아제르바이잔, 이란, 조지아, 튀르키예 | 아시아           |
| 60   | 아제르바이잔                       | 4              | 러시아, 아르메니아, 이란, 조지아 | 아시아           |
| 60   | 알바니아                           | 4              | 그리스, 북마케도니아, 몬테네그로, 코소보 | 유럽             |
| 60   | 앙골라                             | 4              | 나미비아, 잠비아, 콩고 공화국, 콩고 민주 공화국 | 아프리카         |
| 60   | 조지아                             | 4              | 러시아, 아르메니아, 아제르바이잔, 튀르키예 | 아시아           |
| 60   | 짐바브웨                           | 4              | 남아프리카 공화국, 모잠비크, 보츠와나, 잠비아 | 아프리카         |
| 60   | 체코                               | 4              | 독일, 슬로바키아, 오스트리아, 폴란드 | 유럽             |
| 60   | 코소보                             | 4              | 북마케도니아, 몬테네그로, 세르비아, 알바니아 | 유럽             |
| 60   | 키르기스스탄                       | 4              | 우즈베키스탄, 중화인민공화국, 카자흐스탄, 타지키스탄 | 아시아           |
| 60   | 태국                               | 4              | 라오스, 말레이시아, 미얀마, 캄보디아 | 아시아           |
| 60   | 타지키스탄                         | 4              | 아프가니스탄, 우즈베키스탄, 중화인민공화국, 키르기스스탄 | 아시아           |
| 60   | 투르크메니스탄                     | 4              | 아프가니스탄, 우즈베키스탄, 이란, 카자흐스탄 | 아시아           |
| 60   | 파키스탄                           | 4              | 아프가니스탄, 이란, 인도, 중화인민공화국 | 아시아           |
| 85   | 가나                               | 3              | 부르키나파소, 코트디부아르, 토고 | 아프리카         |
| 85   | 가봉                               | 3              | 적도 기니, 카메룬, 콩고 공화국 | 아프리카         |
| 85   | 가이아나                           | 3              | 베네수엘라, 브라질, 수리남 | 아메리카         |
| 85   | 나미비아                           | 3              | 남아프리카 공화국, 보츠와나, 앙골라 | 아프리카         |
| 85   | 노르웨이                           | 3              | 러시아, 스웨덴, 핀란드 | 유럽             |
| 85   | 라이베리아                         | 3              | 기니, 시에라리온, 코트디부아르 | 아프리카         |
| 85   | 룩셈부르크                         | 3              | 독일, 벨기에, 프랑스 | 유럽             |
| 85   | 말라위                             | 3              | 모잠비크, 잠비아, 탄자니아 |                  |
| 85   | 멕시코                             | 3              | 과테말라, 미국, 벨리즈 | 아메리카         |
| 85   | 모로코                             | 3              | 서사하라, 스페인, 알제리 | 아프리카         |
| 85   | 베네수엘라                         | 3              | 가이아나, 브라질, 콜롬비아 | 아메리카         |
| 85   | 베트남                             | 3              | 라오스, 중화인민공화국, 캄보디아 | 아시아           |
| 85   | 보스니아 헤르체고비나              | 3              | 몬테네그로, 세르비아, 크로아티아 | 유럽             |
| 85   | 부룬디                             | 3              | 르완다, 콩고 민주 공화국, 탄자니아 | 아프리카         |
| 85   | 서사하라                           | 3              | 모로코, 모리타니, 알제리 | 아프리카         |
| 85   | 소말리아                           | 3              | 에티오피아, 지부티, 케냐 | 아프리카         |
| 85   | 수리남                             | 3              | 가이아나, 브라질, 프랑스령 기아나 | 아메리카         |
| 85   | 스웨덴                             | 3              | 노르웨이, 덴마크, 핀란드 | 유럽             |
| 85   | 에리트레아                         | 3              | 수단, 에티오피아, 지부티 | 아프리카         |
| 85   | 오만                               | 3              | 사우디아라비아, 아랍에미리트, 예멘 | 아시아           |
| 85   | 온두라스                           | 3              | 과테말라, 니카라과, 엘살바도르 | 아메리카         |
| 85   | 이집트                             | 3              | 리비아, 수단, 이스라엘 | 아시아, 아프리카 |
| 85   | 인도네시아                         | 3              | 동티모르, 말레이시아, 파푸아뉴기니 | 아시아           |
| 85   | 조선민주주의인민공화국             | 3              | 대한민국, 러시아, 중화인민공화국 | 아시아           |
| 85   | 지부티                             | 3              | 소말리아, 에리트레아, 에티오피아 | 아프리카         |
| 85   | 칠레                               | 3              | 볼리비아, 아르헨티나, 페루 | 아메리카         |
| 85   | 캄보디아                           | 3              | 라오스, 베트남, 태국 | 아시아           |
| 85   | 토고                               | 3              | 가나, 베냉, 부르키나파소 | 아프리카         |
| 85   | 파라과이                           | 3              | 볼리비아, 브라질, 아르헨티나 | 아메리카         |
| 85   | 팔레스타인                         | 3              | 요르단, 이스라엘, 이집트 | 아시아           |
| 85   | 핀란드                             | 3              | 노르웨이, 러시아, 스웨덴 | 유럽             |
| 116  | 기니비사우                         | 2              | 기니, 세네갈 | 아프리카         |
| 116  | 네덜란드                           | 2              | 독일, 벨기에 | 유럽             |
| 116  | 네팔                               | 2              | 인도, 중화인민공화국 | 아시아           |
| 116  | 니카라과                           | 2              | 온두라스, 코스타리카 | 아메리카         |
| 116  | 덴마크                             | 2              | 독일, 스웨덴 | 유럽             |
| 116  | 레바논                             | 2              | 시리아, 이스라엘 | 아시아           |
| 116  | 리히텐슈타인                       | 2              | 스위스, 오스트리아 | 유럽             |
| 116  | 몰도바                             | 2              | 루마니아, 우크라이나 | 유럽             |
| 116  | 몽골                               | 2              | 러시아, 중화인민공화국 | 아시아           |
| 116  | 미국                               | 2              | 멕시코, 캐나다 | 아메리카         |
| 116  | 바레인                             | 2              | 사우디아라비아, 카타르 | 아시아           |
| 116  | 방글라데시                         | 2              | 미얀마, 인도 | 아시아           |
| 116  | 벨리즈                             | 2              | 과테말라, 멕시코 | 아메리카         |
| 116  | 부탄                               | 2              | 인도, 중화인민공화국 | 아시아           |
| 116  | 에스와티니                         | 2              | 남아프리카 공화국, 모잠비크 | 아프리카         |
| 116  | 시에라리온                         | 2              | 기니, 라이베리아 | 아프리카         |
| 116  | 아랍에미리트                       | 2              | 사우디아라비아, 오만 | 아시아           |
| 116  | 안도라                             | 2              | 스페인, 프랑스 | 유럽             |
| 116  | 에스토니아                         | 2              | 라트비아, 러시아 | 유럽             |
| 116  | 에콰도르                           | 2              | 콜롬비아, 페루 | 아메리카         |
| 116  | 엘살바도르                         | 2              | 과테말라, 온두라스 | 아메리카         |
| 116  | 영국                               | 2              | 아일랜드, 프랑스 | 유럽             |
| 116  | 예멘                               | 2              | 사우디아라비아, 오만 | 아시아           |
| 116  | 우루과이                           | 2              | 브라질, 아르헨티나 | 아메리카         |
| 116  | 적도 기니                          | 2              | 가봉, 카메룬 | 아프리카         |
| 116  | 카타르                             | 2              | 사우디아라비아, 바레인 | 아시아           |
| 116  | 코스타리카                         | 2              | 니카라과, 파나마 | 아메리카         |
| 116  | 쿠웨이트                           | 2              | 사우디아라비아, 이라크 | 아시아           |
| 116  | 키프로스                           | 2              | 북키프로스, 아크로티리 데켈리아 | 아시아           |
| 116  | 튀니지                             | 2              | 리비아, 알제리 | 아프리카         |
| 116  | 파나마                             | 2              | 코스타리카, 콜롬비아 | 아메리카         |
| 116  | 프랑스령 기아나                    | 2              | 브라질, 수리남 | 아메리카         |
| 148  | 감비아                             | 1              | 세네갈 | 아프리카         |
| 148  | 대한민국                           | 1              | 조선민주주의인민공화국 | 아시아           |
| 148  | 도미니카 공화국                    | 1              | 아이티 | 아메리카         |
| 148  | 동티모르                           | 1              | 인도네시아 | 아시아           |
| 148  | 레소토                             | 1              | 남아프리카 공화국 | 아프리카         |
| 148  | 모나코                             | 1              | 프랑스 | 유럽             |
| 148  | 바티칸 시국                        | 1              | 이탈리아 | 유럽             |
| 148  | 북키프로스                         | 1              | 키프로스 | 아시아           |
| 148  | 브루나이                           | 1              | 말레이시아 | 아시아           |
| 148  | 산마리노                           | 1              | 이탈리아 | 유럽             |
| 148  | 스리랑카                           | 1              | 인도 | 아시아           |
| 148  | 싱가포르                           | 1              | 말레이시아 | 아시아           |
| 148  | 아이티                             | 1              | 도미니카 공화국 | 아메리카         |
| 148  | 아일랜드                           | 1              | 영국 | 유럽             |
| 148  | 아크로티리 데켈리아                | 1              | 키프로스 | 아시아           |
| 148  | 지브롤터                           | 1              | 스페인 | 유럽             |
| 148  | 캐나다                             | 1              | 미국 | 아메리카         |
| 148  | 파푸아뉴기니                       | 1              | 인도네시아 | 오세아니아       |
| 148  | 포르투갈                           | 1              | 스페인 | 유럽             |
| 167  | 건지섬                             | 0              | 없음 | 유럽             |
| 167  | 과들루프                           | 0              | 없음 | 아메리카         |
| 167  | 괌                                 | 0              | 없음 | 오세아니아       |
| 167  | 그레나다                           | 0              | 없음 | 아메리카         |
| 167  | 그린란드                           | 0              | 없음 | 아메리카         |
| 167  | 나우루                             | 0              | 없음 | 오세아니아       |
| 167  | 노퍽섬                             | 0              | 없음 | 오세아니아       |
| 167  | 누벨칼레도니                       | 0              | 없음 | 오세아니아       |
| 167  | 뉴질랜드                           | 0              | 없음 | 오세아니아       |
| 167  | 니우에                             | 0              | 없음 | 오세아니아       |
| 167  | 도미니카 연방                      | 0              | 없음 | 아메리카         |
| 167  | 레위니옹                           | 0              | 없음 | 아프리카         |
| 167  | 마다가스카르                       | 0              | 없음 | 아프리카         |
| 167  | 마르티니크                         | 0              | 없음 | 아메리카         |
| 167  | 마셜 제도                          | 0              | 없음 | 오세아니아       |
| 167  | 마요트                             | 0              | 없음 | 아프리카         |
| 167  | 맨섬                               | 0              | 없음 | 유럽             |
| 167  | 모리셔스                           | 0              | 없음 | 아프리카         |
| 167  | 몬트세랫                           | 0              | 없음 | 아메리카         |
| 167  | 몰디브                             | 0              | 없음 | 아시아           |
| 167  | 몰타                               | 0              | 없음 | 유럽             |
| 167  | 미국령 군소 제도                   | 0              | 없음 | 오세아니아       |
| 167  | 미국령 버진아일랜드                | 0              | 없음 | 아메리카         |
| 167  | 미크로네시아 연방                  | 0              | 없음 | 오세아니아       |
| 167  | 바누아투                           | 0              | 없음 | 오세아니아       |
| 167  | 바베이도스                         | 0              | 없음 | 아메리카         |
| 167  | 바하마                             | 0              | 없음 | 아메리카         |
| 167  | 버뮤다                             | 0              | 없음 | 아메리카         |
| 167  | 북마리아나 제도                    | 0              | 없음 | 오세아니아       |
| 167  | 사모아                             | 0              | 없음 | 오세아니아       |
| 167  | 사우스조지아 사우스샌드위치 제도   | 0              | 없음 | 아메리카         |
| 167  | 상투메 프린시페                    | 0              | 없음 | 아프리카         |
| 167  | 생마르탱                           | 0              | 없음 | 아메리카         |
| 167  | 생바르텔레미                       | 0              | 없음 | 아메리카         |
| 167  | 생피에르 미클롱                    | 0              | 없음 | 아메리카         |
| 167  | 세이셸                             | 0              | 없음 | 아프리카         |
| 167  | 세인트루시아                       | 0              | 없음 | 아메리카         |
| 167  | 세인트빈센트 그레나딘              | 0              | 없음 | 아메리카         |
| 167  | 세인트키츠 네비스                  | 0              | 없음 | 아메리카         |
| 167  | 세인트헬레나 어센션 트리스탄다쿠냐 | 0              | 없음 | 아프리카         |
| 167  | 솔로몬 제도                        | 0              | 없음 | 오세아니아       |
| 167  | 스발바르 제도                      | 0              | 없음 | 유럽             |
| 167  | 신트마르턴                         | 0              | 없음 | 아메리카         |
| 167  | 아루바                             | 0              | 없음 | 아메리카         |
| 167  | 아메리칸사모아                     | 0              | 없음 | 오세아니아       |
| 167  | 아이슬란드                         | 0              | 없음 | 유럽             |
| 167  | 앤티가 바부다                      | 0              | 없음 | 아메리카         |
| 167  | 앵귈라                             | 0              | 없음 | 아메리카         |
| 167  | 영국령 버진아일랜드                | 0              | 없음 | 아메리카         |
| 167  | 영국령 인도양 지역                 | 0              | 없음 | 아시아           |
| 167  | 오스트레일리아                     | 0              | 없음 | 오세아니아       |
| 167  | 올란드 제도                        | 0              | 없음 | 유럽             |
| 167  | 왈리스 푸투나                      | 0              | 없음 | 오세아니아       |
| 167  | 일본                               | 0              | 없음 | 아시아           |
| 167  | 자메이카                           | 0              | 없음 | 아메리카         |
| 167  | 저지섬                             | 0              | 없음 | 유럽             |
| 167  | 중화민국                           | 0              | 없음 | 아시아           |
| 167  | 차고스 제도                        | 0              | 없음 | 아시아           |
| 167  | 카보베르데                         | 0              | 없음 | 아프리카         |
| 167  | 케이맨 제도                        | 0              | 없음 | 아메리카         |
| 167  | 코모로                             | 0              | 없음 | 아프리카         |
| 167  | 코코스 제도                        | 0              | 없음 | 오세아니아       |
| 167  | 쿠바                               | 0              | 없음 | 아메리카         |
| 167  | 쿡 제도                            | 0              | 없음 | 오세아니아       |
| 167  | 퀴라소                             | 0              | 없음 | 아메리카         |
| 167  | 크리스마스섬                       | 0              | 없음 | 오세아니아       |
| 167  | 키리바시                           | 0              | 없음 | 오세아니아       |
| 167  | 터크스 케이커스 제도               | 0              | 없음 | 아메리카         |
| 167  | 토켈라우                           | 0              | 없음 | 오세아니아       |
| 167  | 통가                               | 0              | 없음 | 오세아니아       |
| 167  | 투발루                             | 0              | 없음 | 오세아니아       |
| 167  | 트리니다드 토바고                  | 0              | 없음 | 아메리카         |
| 167  | 팔라우                             | 0              | 없음 | 오세아니아       |
| 167  | 페로 제도                          | 0              | 없음 | 유럽             |
| 167  | 포클랜드 제도                      | 0              | 없음 | 아메리카         |
| 167  | 푸에르토리코                       | 0              | 없음 | 아메리카         |
| 167  | 프랑스령 폴리네시아                | 0              | 없음 | 오세아니아       |
| 167  | 피지                               | 0              | 없음 | 오세아니아       |
| 167  | 핏케언 제도                        | 0              | 없음 | 오세아니아       |
| 167  | 필리핀                             | 0              | 없음 | 아시아           |
| 167  | 하와이주                           | 0              | 없음 | 오세아니아       |

## 참고 사항
- 세계에서 제일 넓은 나라인 러시아는 14개국과 이웃하는 반면, 두 번째로 넓은 나라인 캐나다는 미국 하나만 이웃하고 있다. 또한 프랑스와 독일 중에서는 프랑스가 독일보다 면적이 넓지만, 이웃하는 나라는 각각 9개국으로 똑같다. 따라서 면적과 국경은 아무 관계가 없다.
- 파푸아뉴기니는 오세아니아 국가들 중에서 유일하게 이웃한 나라(인도네시아)를 가진 나라이다.
- 미국의 알래스카주, 러시아의 칼리닌그라드주와 같이 월경지를 가진 나라도 있다. (네덜란드, 벨기에, 독일, 스페인, 이탈리아, 러시아, 미국, 우즈베키스탄, 타지키스탄 등)
- 대한민국과 조선민주주의인민공화국, 키프로스와 북키프로스, 이스라엘과 팔레스타인처럼 분단 국가간의 국경도 존재한다.
- 본 조사는 직접 이웃하지는 않지만 교량으로 연결되어 있을 경우에는 국경에 접해있다고 했다. (덴마크와 스웨덴, 영국과 프랑스, 말레이시아와 싱가포르, 인도와 스리랑카, 사우디아라비아와 바레인, 바레인과 카타르 등)

## 같이 보기
- 섬나라
- 내륙국
- 한 나라와만 국경을 맞대고 있는 나라 목록
- 국경으로 나뉜 섬 목록
- 섬나라 목록
- 장벽